# صقلاب شجيري
الصُقْلاب الشجيري أو القطن الحريري أو القطن النباتي أو قطن أو سبيع أو كوشة (بالانجليزية Gomphocarpus fruticosus)  نوع نباتي عشبي ينتمي إلى جنس الصقلاب من الفصيلة الدفلية. موطنه الأصلي جنوب أفريقيا. هو نبات سام يمكن أن يقتل الإنسان أو الحيوان.